# 2022 en combiné nordique
| Années du combiné nordique : 2018 - 2019 - 2020 - 2021 - 2022 - 2023 - 2024    |
| Décennies du combiné nordique : 1990 - 2000 - 2010 - 2020 - 2030 - 2040 - 2050 |

Cette page reprend les résultats des différentes compétitions de combiné nordique de l'année 2022.

## Résultats

### Jeux olympiques
Les épreuves de Combiné nordique aux Jeux olympiques de 2022 se déroulent du 9 au 17 février au Ruyi des neiges et au centre de ski nordique et de biathlon de Guyangshu.
| Épreuve                             | Or                                                                       | Argent                                                            | Bronze                                                         |
| ----------------------------------- | ------------------------------------------------------------------------ | ----------------------------------------------------------------- | -------------------------------------------------------------- |
| Tremplin normal résultats détaillés | Vinzenz Geiger (GER)                                                     | Jørgen Graabak (NOR)                                              | Lukas Greiderer (AUT)                                          |
| Grand tremplin résultats détaillés  | Jørgen Graabak (NOR)                                                     | Jens Lurås Oftebro (NOR)                                          | Akito Watabe (JAP)                                             |
| Par équipes résultats détaillés     | Norvège Espen Bjørnstad Espen Andersen Jens Lurås Oftebro Jørgen Graabak | Allemagne Manuel Faisst Julian Schmid Eric Frenzel Vinzenz Geiger | Japon Yoshito Watabe Hideaki Nagai Akito Watabe Ryōta Yamamoto |

### Coupe du monde

#### Femmes
La Coupe du monde féminine est remportée par la Norvégienne Gyda Westvold Hansen, meilleure sauteuse de la compétition, dont l'équipe nationale remporte également la Coupe des nations ; la meilleure skieuse est la Japonaise Anju Nakamura.

#### Hommes
La Coupe du monde masculine est remportée par le Norvégien Jarl Magnus Riiber, meilleur sauteur de la compétition, dont l'équipe nationale remporte également la Coupe des nations ; le meilleur skieur est le Finlandais Ilkka Herola.

### Grand Prix d'été
Le Grand Prix d'été féminin est remporté par la Slovène Ema Volavšek (de) tandis que la compétition masculine voit la victoire du Finlandais Ilkka Herola.

### Championnats du monde juniors
Les épreuves du Championnat du monde juniors de combiné nordique 2022 ont lieu du 28 février au 6 mars 2022 à Zakopane, en Pologne.

#### Femmes
| Rang | Athlète             |
| ---- | ------------------- |
| 1    | Annika Sieff        |
| 2    | Haruka Kasai        |
| 3    | Nathalie Armbruster |

#### Hommes
| Rang | Épreuve individuelle | Épreuve par équipes                                                                           |
| ---- | -------------------- | --------------------------------------------------------------------------------------------- |
| 1    | Stefan Rettenegger   | Finlande- Perttu Reponen (fi)                                                                 |
| 2    | Perttu Reponen (fi)  | Norvège- Torje Seljeset - Per Einar Skjæret Strømhaug - Sebastian Østvold - Eidar Johan Strøm |
| 3    | Tristan Sommerfeldt  | Autriche- Kilian Gütl - Severin Reiter - Paul Walcher - Stefan Rettenegger                    |

#### Épreuve mixte par équipes
| Rang | Équipe                                                                    |
| ---- | ------------------------------------------------------------------------- |
| 1    | Allemagne- Tristan Sommerfeldt                                            |
| 2    | Italie- Stefano Radovan - Annika Sieff - Daniela Dejori - Iacopo Bortolas |
| 3    | Autriche- Samuel Lev - Lisa Hirner - Annalena Slamik - Stefan Rettenegger |

### Coupe continentale
La Coupe continentale féminine est remportée par la Norvégienne Gyda Westvold Hansen ; la compétition masculine est remportée par l'Allemand Jakob Lange.

### Coupe OPA
La Coupe OPA féminine est remportée par la Slovène Silva Verbič (de) tandis que la compétition masculine voit la victoire de l'Italien Iacopo Bortolas.

## Calendrier

### Janvier
- Le 7 :
  - à Val di Fiemme (Italie) se déroule le tout premier relais mixte de l'histoire de la Coupe du monde. L'épreuve est remportée par l'équipe de Norvège, composée de Jens Lurås Oftebro, Mari Leinan Lund, Gyda Westvold Hansen et Jørgen Graabak. Elle devance l'équipe d'Autriche (Martin Fritz, Lisa Hirner, Annalena Slamik & Lukas Greiderer) ; l'équipe d'Allemagne (Jakob Lange, Cindy Haasch (en), Jenny Nowak & Terence Weber) se classe troisième.
- à Klingenthal (Allemagne), le sprint de la Coupe continentale n'a pas lieu en raison des conditions météorologiques. Il est reporté au 21 janvier 2022.
- Le 8 :
  - toujours à Val di Fiemme, se déroulent deux épreuves comptant pour la Coupe du monde.
    - L'épreuve féminine, une mass-start, est remportée par la leader du classement général, la Norvégienne Gyda Westvold Hansen. La Japonaise Anju Nakamura, en tête du classement des fondeuses, se classe deuxième de l'épreuve, devant l'Autrichienne Lisa Hirner.
    - Chez les hommes, l'Autrichien Johannes Lamparter remporte l'épreuve, qu'il a menée de bout en bout, résistant à la poursuite menée par l'Allemand Eric Frenzel, finalement troisième de l'épreuve après que son compatriote Vinzenz Geiger l'a doublé au sprint.

  - à Klingenthal, le gundersen masculin de la Coupe continentale n'a pas lieu en raison des conditions météorologiques. Il est reporté au 22 janvier 2022.
  - à Harrachov (République tchèque) a lieu la première journée des épreuves hivernales de la Coupe de la jeunesse.
- Le 9 :
  - toujours à Val di Fiemme, a lieu la dernière épreuve de cette étape de la Coupe du monde, une épreuve masculine. Elle est remportée par l'Allemand Vinzenz Geiger devant le vainqueur de la veille, l'Autrichien Johannes Lamparter. L'Allemand Johannes Rydzek, troisième, retrouve le podium.
  - à Klingenthal, la dernière épreuve de Coupe continentale n'a pas lieu, toujours en raison des conditions météorologiques. Elle est reportée au 23 janvier 2022.
  - toujours à Harrachov, se tient la seconde journée des épreuves hivernales de la Coupe de la jeunesse, qui établissent, pour chaque catégorie d'âge, le classement final de cette compétition.
- Le 15 :
  - à Klingenthal (Allemagne), l'Autrichien Johannes Lamparter s'impose en Coupe du monde devant l'Estonien Kristjan Ilves ; le Japonais Ryōta Yamamoto complète le podium.
  - à Schonach im Schwarzwald (Allemagne), en Coupe OPA :
    - l'Italien Iacopo Bortolas (de) s'impose dans la course masculine devant les Allemands Simon Mach (de) et Jan Andersen ;
    - l'Italienne Annika Sieff remporte la victoire féminine devant l'Allemande Jenny Nowak et la Slovène Silva Verbič (de).
- Le 16 :
  - toujours à Klingenthal, l'Autrichien Johannes Lamparter récidive en s'imposant en Coupe du monde dont il prend la place de leader. Il remporte l'épreuve devant l'Estonien Kristjan Ilves, à nouveau deuxième, tandis que l'Autrichien Franz-Josef Rehrl confirme son retour de forme en s'adjugeant la troisième place.
  - à Schonach im Schwarzwald (Allemagne), en Coupe OPA :
    - le Tchèque Jiri Konvalinka, récemment vainqueur à Harrachov en Coupe de la jeunesse, s'impose dans la course masculine devant l'Autrichien Lev Samuel et l'Allemand Jan Andersen, déjà troisième la veille ;
    - l'Italienne Annika Sieff remporte à nouveau la victoire féminine, cette fois-ci devant les Allemandes Magadalena Burger et Jenny Nowak.